# Нова Зеландія на літніх Олімпійських іграх 2008
Нова Зеландія на літніх Олімпійських іграх 2008 була представлена 182 спортсменами, які брали участь у 17 видах спорту. Всього завойовано 9 медалей. 

## Медалісти
| Золото |                                                   |                                             |
| #      | Спортсмени                                        | Вид спорту (дисципліна)                     |
| 1      | Джорджіна Еверс-Свінделл, Керолайн Еверс-Свінделл | Академічне веслування (парні двійки, жінки) |
| 2      | Валері Вілі                                       | Легка атлетика (штовхання ядра, жінки)      |
| 3      | Том Ешлі                                          | Парусний спорт (RS:X, чоловіки)             |

| Срібло |                |                                             |
| #      | Спортсмени     | Вид спорту (дисципліна)                     |
| 1      | Гейден Ролстон | Велоспорт (гонка переслідування, чоловіки)  |
| 2      | Нік Вілліс     | Легка атлетика (біг, 1500 метрів, чоловіки) |

| Бронза |                                                                   |                                                     |
| #      | Спортсмени                                                        | Вид спорту (дисципліна)                             |
| 1      | Мае Дрісдейл                                                      | Академічне веслування (одинаки, чоловіки)           |
| 2      | Натан Твейддл, Джордж Бріджвотер                                  | Академічне веслування (двійки, чоловіки)            |
| 3      | Сем Б'юлі, Гейден Ролстон, Марк Раян, Джессі Сарджент, Вестлі Гаф | Велоспорт (командна гонка переслідування (чоловіки) |
| 4      | Бівен Докерті                                                     | Тріатлон (чоловіки)                                 |